# Patrick Waltz
Jack Richard Waltz (* 6. Dezember 1924 in Akron, Ohio; † 13. August 1972 in Los Angeles, Kalifornien) war ein US-amerikanischer Film- und Fernsehschauspieler.
Er begann seine Karriere 1950 mit einer Hauptrolle in dem Film Ende im Morgengrauen unter dem Namen Philip Shawn. Anschließend trat er in Unternehmen Panthersprung (1953) auf. Er trat auch in dem Film Die unglaubliche Geschichte der Gladys Glover (1954) auf und spielte im selben Jahr den Detektiv Strauss in The Human Jungle.
Zu seinen weiteren Filmauftritten gehörten Land ohne Männer (1957), In den Krallen der Venus (1958), Ob blond, ob braun... (1963), Leih mir deinen Mann (1964), Leise flüstern die Pistolen (1966) und Die Teufelsbrigade (1968). Er hatte Gastauftritte in Fernsehserien wie 77 Sunset Strip, McHale’s Navy, Bat Masterson, Tombstone Territory, 26 Men, Im Wilden Westen, Twilight Zone und Twen-Police.

## Persönliches Leben
Waltz war mit Phyllis Dolores Showalter und später mit seiner Filmpartnerin Lisa Davis (aus In den Krallen der Venus) verheiratet.

## Filmografie (Auswahl)
- 1950: The Sun Sets at Dawn
- 1953: Unternehmen Panthersprung* 1954: Immer jagte er Blondinen
- 1954: Die unglaubliche Geschichte der Gladys Glover
- 1957–1958: The Silent Service (Fernsehserie)
- 1958–1961: Bat Masterson (Fernsehserie)
- 1958: In den Krallen der Venus
- 1959–1961: Abenteuer unter Wasser (Fernsehserie)
- 1961–1964: The Joey Bishop Show (Fernsehserie)
- 1961: A Time to Live (Kurzfilm)
- 1963: Ob blond, ob braun...
- 1963: Lassies größtes Abenteuer
- 1963–1969: Lassie (Fernsehserie)
- 1964: Leih mir deinen Mann
- 1966: It's About Time
- 1966: The Silencers
- 1968: Ein wüster Haufen